# Богальял

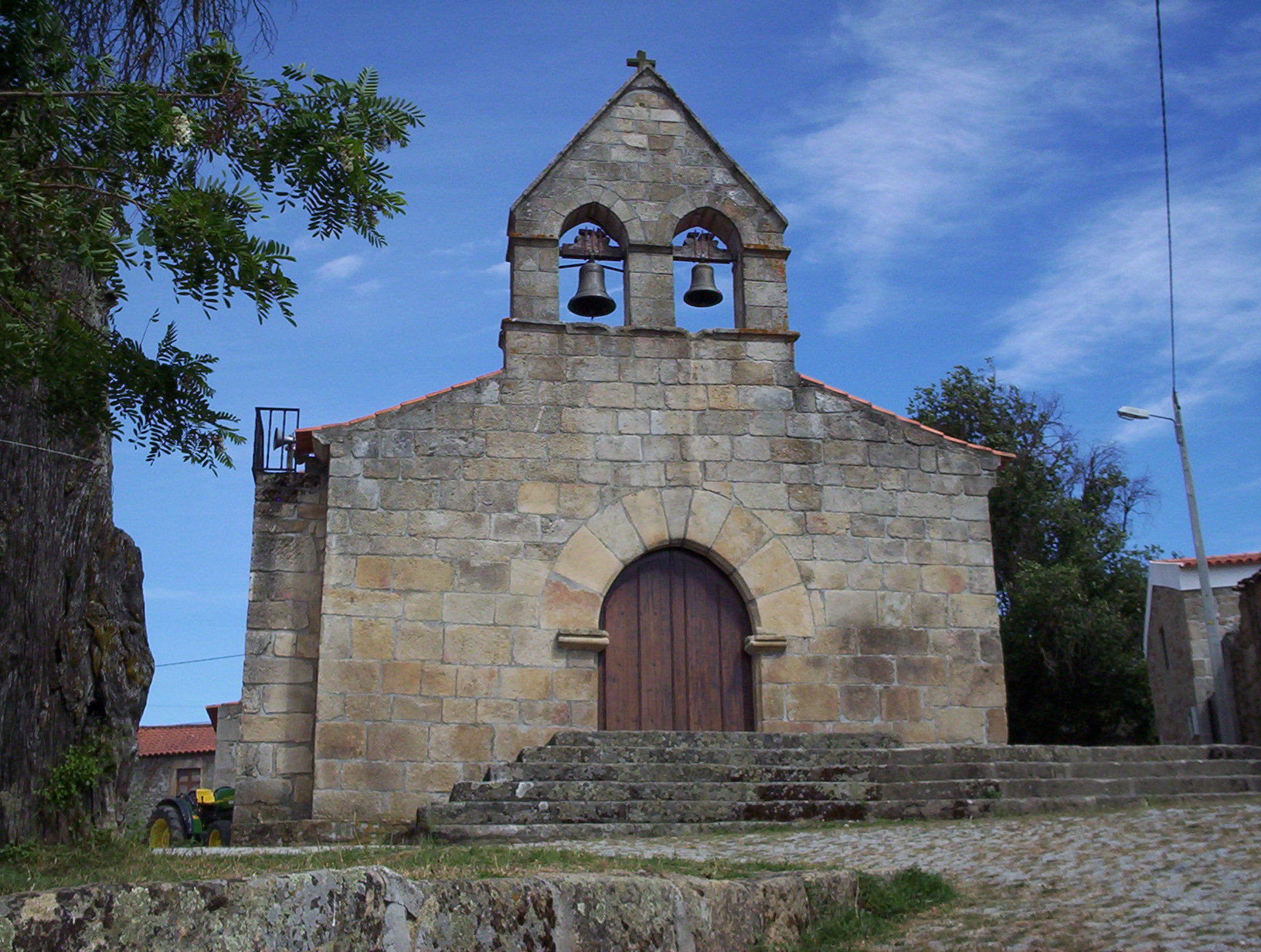

Богальял (порт. Bogalhal) — район (фрегезия) в Португалии, входит в округ Гуарда. Является составной частью муниципалитета Пиньел. По старому административному делению входил в провинцию Бейра-Алта. Входит в экономико-статистический субрегион Бейра-Интериор-Норте, который входит в Центральный регион. Население составляет 68 человек на 2001 год. Занимает площадь 17,29 км².
Покровителями района считаются Святой Себастьян (Сан-Себаштиан) и Святая Варвара (Санта-Барбара) (порт. São Sebastião e Santa Bárbara).